# Eucommia
Slægten Eucommia er monotypisk og har kun én art, den nedennævnte, som ikke længere findes vildtvoksende. Den formodes dog at stamme fra det centrale Kina.
| Arter |

- Eucommia ulmoides